# Джон Мерл Коултер
Джон Мерл Коултер (англ. John Merle Coulter, 20 листопада 1851 — 23 грудня 1928) — американський ботанік, міколог, професор природничих наук.

## Біографія
Джон Мерл Коултер народився у місті Нінбо 20 листопада 1851 року.
У 1870 році він отримав ступінь бакалавра у Hanover College. У 1874 році Коултер був призначений професором природничих наук у Ганновері.
У 1882 році він отримав ступінь доктора філософії у Індіанському університеті в Блумінгтоні, а у 1891 році був призначений президентом Індіанського університету в Блумінгтоні.
У 1893 році Джон Мерл Коултер був призначений президентом Lake Forest College, Іллінойс. У 1896 році його було призначено начальником відділу ботаніки у Чиказькому університеті.
У 1925 році Коултер переїхав у Йонкерс, Нью-Йорк, щоб допомогти організувати новий Boyce Thompson Institute for Plant Research, у якому він був деканом та головним радником.
Коултер обив значний внесок боу таніку, описавши багато видів насіннєвих рослин.
Джон Мерл Коултер помер у місті Йонкерс 23 грудня 1928 року.

## Наукова діяльність
Джон Мерл Коултер спеціалізувався на насіннєвих рослинах та на мікології.

## Публікації
- Synopsis of the flora of Colorado /by Thomas C. Porter and John M. Coulter. Washington: Govt. print. off., March 20, 1874[5].
- Manual of the botany (Phaenogamia and Pteridophyta) of the Rocky mountain region, from New Mexico to the British boundary. By John M. Coulter. Ivison, Blakeman, Taylor, and company, 1885[6].
- Plant relations; a first book of botany. By John M. Coulter. New York, D. Appleton, 1900[7].
- Plant structures; a second book of botany, by John M. Coulter. New York, D. Appleton and company, 1900 (c 1899)[8].
- Morphology of spermatophytes, by John M. Coulter and Charles J. Chamberlain. New York, D. Appleton and company, 1901[9].
- Morphology of angiosperms (Morphology of spermatophytes, Part II) by John Merle Coulter and Charles Joseph Chamberlain. New York, Appleton & Co., 1903[10].
- Plant studies; an elementary botany, by John M. Coulter. New York, D. Appleton, 1905[11].
- Plants: a text-book of botany / by John M. Coulter. New York: D. Appleton and Company, 1907[12].
- Morphology of gymnosperms. ChicagoUniversity of Chicago Press 1910[13].
- Elementary studies in botany, by John M. Coulter. Chicago, D. Appleton and Company (c 1913)[14].
- Plant genetics / by J.M. Coulter and M.C. Coulter. Chicago: University of Chicago Press, 1918[15].
- Synopsis of North American pines, based upon leaf anatomy. I. In: Botanical Gazette. Volume 11, 1886, p. 256—262[16].
- Synopsis of North American pines, based upon leaf anatomy. II. In: Botanical Gazette. Volume 11, 1886, p. 302—309[17].
- Notes on Umbelliferae of E. United States. In: Botanical Gazette. Volume 12, 1887, p. 12—16[18], 60—63[19], 73—76[20], 102–104[21], 134–138[22], 157–160[23], 261–264[24], 291–295[25].
- Notes on Western Umbelliferae. In: Botanical Gazette. Volume 13, 1888, p. 77—81[26], 141–146[27], 208–211[28].
- Revision of North American Umbelliferae. Crawfordsville, Ind., Wabash College, 1888[29].
- A new genus of Umbelliferae. In: Botanical Gazette. Volume 15, 1890, p. 15—16[30].
- Notes on North American Umbelliferae II. In: Botanical Gazette. Volume 15, 1890, p. 259—261[31].
- Actinella (Hymenoxis) Texana, n. sp. In: Botanical Gazette. Volume 16, 1891, p. 27—28[32].
- New Genus of Umbelliferae. In: Botanical Gazette. Volume 19, 1894, p. 466[33].

## Почесті
Рід рослин Coulterella родини Айстрові та рід рослин Coulterophytum родини Зонтичні були названі на його честь.